# Günther Ohloff
Günther Ohloff (Tapiau, 21 luglio 1924 – Bernex, 9 novembre 2005) è stato un chimico tedesco, noto principalmente per le sue ricerche sulla chimica degli aromi e delle fragranze.

## Biografia
Günther Ohloff crebbe nella Prussia Orientale. Allo scoppio della seconda guerra mondiale prestò servizio nell'esercito tedesco, servendo sul fronte orientale.  Fu gravemente ferito nella battaglia di Stalingrado. Dopo la guerra studiò prima farmacia alle Università di Königsberg e di Erlangen, e successivamente chimica alla Università tecnica di Dresda. Qui Ohloff conseguì il dottorato nel 1951 con una tesi sulla condensazione dei terpeni con formaldeide (reazione di Prins), lavorando nel gruppo di Heinrich Wienhaus.
Ohloff iniziò la sua carriera nel 1951 presso la ditta Schimmel & Co. a Miltitz, presso Lipsia, a quel tempo la più rinomata azienda produttrice di aromi e fragranze. Nel 1953 lasciò la Germania orientale per lavorare nei laboratori di ricerca della Dragoco a Holzminden. Nel 1959 gli fu offerto un incarico presso l'Istituto Max Planck
a Mülheim an der Ruhr. Lì lavorò all'applicazione su scala industriale di reazioni di fotoossigenazione impiegando ossigeno singoletto, reazioni ene e riarrangiamenti sigmatropici. Nel 1962 Ohloff tornò all'industria presso la Firmenich a Ginevra per dirigere un laboratorio di ricerca, dove sviluppò numerosi processi industriali di sintesi di profumi e aromi. Alcuni esempi delle molecole studiate sono raffigurati nelle figure seguenti. Nel 1968 fu nominato direttore di ricerca della Firmenich, incarico che mantenne fino al pensionamento nel 1989.

Exaltolide
Muscone
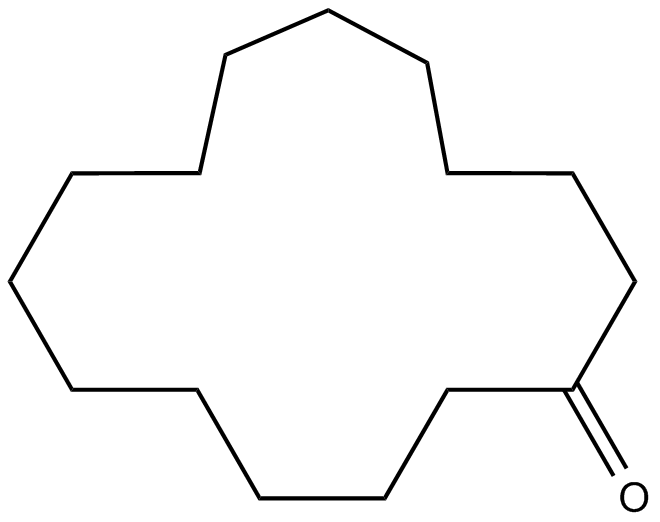
Exaltone

## Contributi
Il lavoro scientifico di Ohloff, documentato in più di 200 pubblicazioni, numerosi brevetti e vari libri, si è concentrato principalmente sulla interpretazione della struttura e sulla reattività dei terpeni, sulla sintesi industriale di aromi e fragranze e sulle correlazioni struttura-odore. Ohloff è inoltre noto per la reazione di frammentazione di Eschenmoser, a volte detta frammentazione di Eschenmoser-Ohloff, utilizzata per la sintesi del muscone e di altri muschi macrociclici, nonché per l'utilizzo di ossigeno singoletto in sintesi organica.

## Riconoscimenti
Tra i principali riconoscimenti ottenuti:
- 1967 Premio Leopold Ružička della Società chimica svizzera
- 1974 Premio Ernest Guenther della American Chemical Society
- 1980 Premio Hackford Jones della British Society of Perfumery
- 1981 Targa Otto-Wallach della Società chimica tedesca
- 1988 Premio R. H. Wright della Simon Fraser University, Canada

## Libri
- (DE) G. Ohloff, Irdische Düfte, himmlische Lust, Basel, Springer, 1992, ISBN 978-3-0348-6161-8.
- (EN) G. Ohloff, Scent and Fragrances - The Fascination of Odors and Their Chemical Perspectives, Berlino, Springer, 1994, ISBN 978-3-5405-7108-7.
- (DE) G. Ohloff, Düfte – Signale der Gefühlswelt, Wiley, 2004, ISBN 978-3-9063-9030-7.
- (EN) G. Ohloff, W. Pickenhagen, P. Kraft e F. Grau, Scent and Chemistry - The Molecular World of Odors, 2ª ed., Weinheim, Wiley, 2022, ISBN 978-3-5278-2998-9.